# L.C. Nielsen
Laurits Christian (döpt Christian Laurits) Nielsen, född 27 oktober 1871 i Holsteinsminde, död 11 mars 1930 i Rom, var en dansk författare och redaktör.

## Biografi
Nielsen tillbringade sin skolgång på Sorø akademi och gick till sjöss som sextonåring. Han tog studentexamen 1894 och arbetade som privatlärare 1895-1896. Han var sedan redaktör för Illustreret Tidende (1898-1899) och grundade tillsammans med Johannes V. Jensen, Viggo Stuckenberg och Ludvig Holstein veckotidningen Tidspunktet 1902. Han var sedan redaktörer för dagstidningen Riget (1910-1911) och litterär redaktör på Politiken (1914-1915) samt Vort Land. Han var även konsult för Gyldendals förlag (1901-1908) och regissör på Det Ny Teater (1901-1908 och 1915-1916).
Nielsen debuterade som författare 1897 med diktsamlingen Tre Mænd, som handlade om Kain, Judas och Spartacus. Han gav därefter ut en rad diktsamlingar och satte upp flera pjäser på Det Ny Teater. En av hans mest kända verk är den patriotiska sången Vort Hjem, du danske Jord (1906). Han har även skrivit biografierna Chr. Nielsen - En dansk højskolemand (1900), Frederik V. Hegel (1909) och Georg Jensen (1920).
Nielsen var ursprungligen starkt påverkad av Holger Drachmann, och stod en tid Johannes V. Jensen nära. Hans fulltoniga, nationella lyrik var vid sidan av Valdemar Rørdam den starkaste insatsen i dansk poesi från det håll, där man opponerade sig mot 1890-talets rent inåtvända konst. Hans Udvalgte Digte utgavs 1918. Bland Nielsens prosaarbeten  märks Drenge til Orlogs (1899), De onde Aar (1902) och Historier (1907).
För sitt författarskap fick han bl.a. motta Anckerska legatet (1907) och Holger Drachmann-legatet (1929).
L.C. Nielsen var son till kaptenen och folkhögskoleföreståndaren Christian Nielsen (1835-1891) och Laura V. M. Stallknecht (1840-1906). Han var bror till skådespelaren Johannes Nielsen. Han var far till författaren Ebbe Nielsen.

## Utmärkelser
- Riddare av Dannebrogorden,  1908[4]

[Redigera Wikidata]